# Villadia diffusa
Villadia diffusa är en fetbladsväxtart som beskrevs av Joseph Nelson Rose. Villadia diffusa ingår i släktet Villadia och familjen fetbladsväxter. Inga underarter finns listade i Catalogue of Life.